# Яковле
Яковле (хорв. Jakovlje) — община Загребской жупании на севере Хорватии.

## География
В общине Яковле находится три населённых пункта:
- Игришче[хорв.]
- Яковле
- Кральев Врх[хорв.]

Яковле находится в историческом регионе Хорватское Загорье. В 27 км от Загреба.
Площадь общины составляет 35,71 км².

## Демография
В 1991 году население общины 3819 человек, а уже в 2001 — 3952 человек. По деревням:
| Населённый пункт | Численность населения (чел.) |
| ---------------- | ---------------------------- |
| Яковле           | 2622                         |
| Игришче          | 669                          |
| Кральев Врх      | 661                          |

## Правительство
Глава общины — Санья Боровец (хорв. Sanja Borovec). Заместитель — Марио Хлад (хорв. Mario Hlad).
В совете большинство мест занимают кандидаты от Социал-демократической партии Хорватии.

## Знаменитости
- Марко Белинич[хорв.] — народный герой, член антифашистского Сопротивления, коммунист.
- Иван Кркач[хорв.] — народный герой, партизан, коммунист.
- Иван Ференчак[хорв.] — герой Великой Октябрьской Социалистической революции.
- Бранко Туджен[хорв.] — журналист.